# ブラウンロー・セシル (第4代エクセター侯爵)

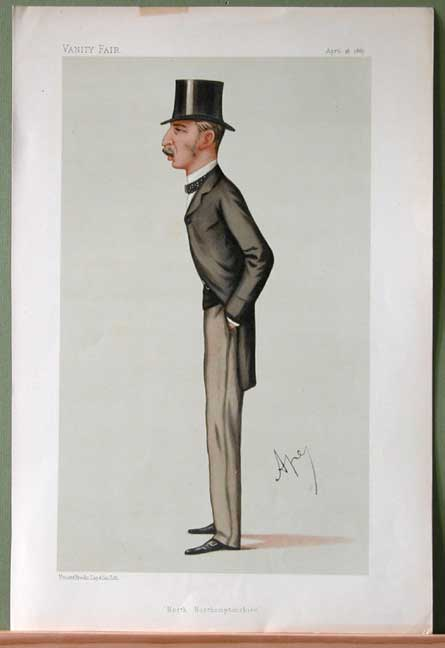
『バニティ・フェア』1887年4月16日号におけるカリカチュア、カルロ・ペレグリーニ画。

第4代エクセター侯爵ブラウンロー・ヘンリー・ジョージ・セシル（Brownlow Henry George Cecil, 4th Marquess of Exeter PC、1849年12月20日 – 1898年4月9日）は、イギリスの貴族、保守党の政治家。庶民院議員、宮内副長官を務めた。1867年から1895年までバーリー卿の儀礼称号を使用した。

## 生涯
第3代エクセター侯爵ウィリアム・アレイン・セシルと妻ジョージアナ・ソフィア（1827年10月11日 – 1909年3月26日、第2代ロングフォード伯爵トマス・パケナムの娘）の息子として、1849年12月20日にメイフェアのブルートン・ストリート24号で生まれた。1863年から1866年までイートン・カレッジで教育を受けた。
1870年4月9日に中尉（Ensign and Lieutenant）への辞令を購入してグレナディアガーズに入隊、1872年5月15日に大尉（Lieutenant and Captain）に昇進した。1877年8月に陸軍から引退して、少佐としてノーサンプトン・アンド・ラトランド民兵連隊に配属された。
1871年3月7日、リンカンシャーの副統監に任命された。
1877年8月、保守党候補としてノース・ノーサンプトンシャー選挙区の補欠選挙に出馬、2,261票を得て庶民院に当選した。1880年イギリス総選挙で2,405票（得票数2位）を得て再選した。第3回選挙法改正によりノース・ノーサンプトンシャー選挙区の定数が1人に減らされたが、バーリー卿は1885年イギリス総選挙で4,467票を得て再選、1886年イギリス総選挙において無投票で再選した。1892年イギリス総選挙では4,505票を得て再選した。1895年イギリス総選挙をもって庶民院議員から退任した。
1886年8月5日にGroom in Waitingに任命され、1891年まで務めた。第2次ソールズベリー侯爵内閣期の1891年11月24日に宮内副長官、同年12月12日に枢密顧問官に任命された。1892年8月に内閣が倒れると、バーリー卿も宮内副長官を辞任した。
1895年7月14日に父が死去すると、エクセター侯爵位を継承した。

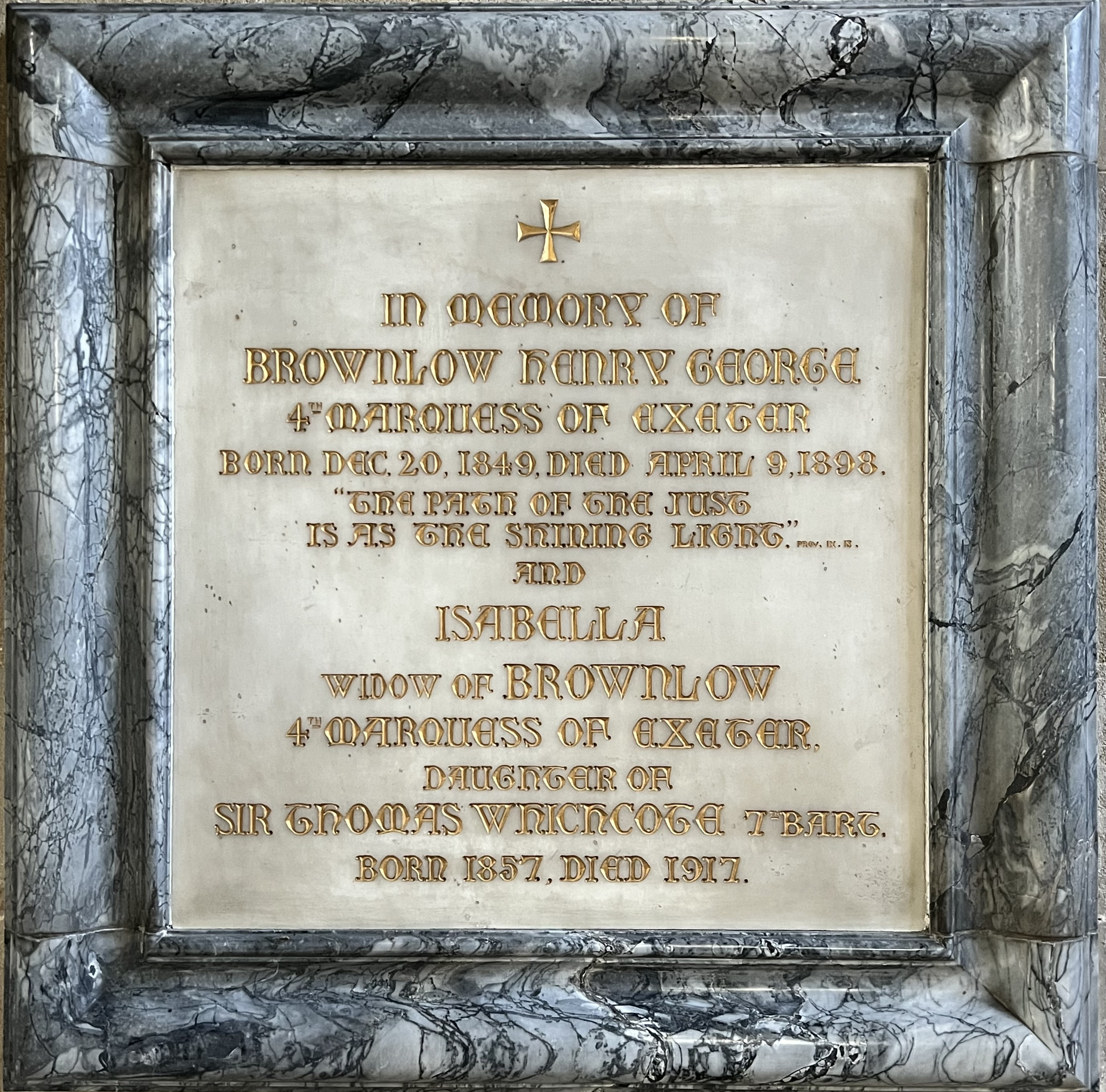
スタンフォード・バロン・セント・マーティンの教会にある第4代エクセター侯爵の記念碑、2023年撮影。

1898年4月9日にシティ・オブ・ウェストミンスターのアシュリー・ガーデンズ114号（114 Ashley Gardens）で死去、一人息子ウィリアム・トマス・ブラウンローが爵位を継承した。

## 家族
1875年、イザベラ・ウィッチコート（Isabella Witchcote、1857年1月8日 – 1917年7月12日、第7代準男爵サー・トマス・ウィッチコートの娘）と結婚、1男をもうけた。
- ウィリアム・トマス・ブラウンロー（英語版）（1876年10月27日 – 1956年8月6日） - 第5代エクセター侯爵[1][14]